# Бардінето
Бардінето (італ. Bardineto, ліг. Berdënei) — муніципалітет в Італії, у регіоні Лігурія, провінція Савона.
Бардінето розташоване на відстані близько 440 км на північний захід від Рима, 70 км на захід від Генуї, 31 км на південний захід від Савони.
Населення — 747 осіб (2014).
Щорічний фестиваль відбувається 24 червня. Покровитель — святий Іван Хреститель.

## Демографія
Населення за роками:

Станом на 1 січня 2023 року в муніципалітеті офіційно проживало 48 іноземців з 14 країн, серед них 29 громадян країн Євросоюзу.

## Сусідні муніципалітети
- Боїссано
- Каліццано
- Кастельвеккьо-ді-Рокка-Барбена
- Гарессіо
- Джустеніче
- Лоано
- Мальйоло
- П'єтра-Лігуре
- Тоїрано